# Иорданский, Николай Николаевич (педагог)
Николай Николаевич Иорданский (18 [30] апреля 1863, Городец, Балахнинский уезд, Нижегородская губерния, Российская империя — 9 января 1941, Москва) — российский и советский педагог и деятель образования, доктор педагогических наук (1938).

## Биография
Окончил Казанскую духовную академию (1887).
Работал в школах Нижнего Новгорода. В 1905 году организовал первую в России общедоступную детскую библиотеку. В 1911 году переведён в Лифляндию в должности инспектора народных училищ, содействовал образованию школ с преподаванием на латышском языке.
С 1914 г. в Москве, был одним из организаторов Всероссийского съезда учителей и Всероссийского учительского союза.
В 1917—1922 годах занимал ряд должностей в руководящих органах советской образовательной системы. В 1921—1922 годах руководитель Главного управления социального воспитания Наркомпроса РСФСР. В дальнейшем занимался научно-педагогической работой.
В своих книгах Н. Н. Иорданский, главным образом, рассматривал проблемы организации школы в современном обществе. Иорданский понимал школу как автономный общественный и хозяйственный механизм, поэтому уделял внимание как вопросам администрирования и финансового управления, так и самоорганизации педагогического коллектива и самих школьников. В советских условиях Иорданский развивал идею о создании школьных кооперативов как начальной стадии приобщения детей к созидательному труду и социальным отношениям.
Скончался 9 января 1941 года. Похоронен в Москве, на Новодевичьем кладбище

## Семья
Сын — Николай (1900—1940) — геолог.
- Внук — Николай (1938—2020) — биолог.

## Сочинения
- Бытовые и семейные условия жизни школьников Нижнего Новгорода. — Нижний Новгород, 1907.
- Вопросы народного образования среди старообрядцев. — М., 1909.
- Меры привлечения детей в начальную школу. — Нижний Новгород, 1911.
- Руководство школой. — М., 1918.
- Детский дом-коммуна. — М., 1919.
- Самоуправление в сельской школе. — М., 1924.
- Основы и практика социального воспитания. — М., 1925.
- Организация детской среды. — М., 1925.
- Школоведение. — M., 1929.